# Forte do Bom Jesus (Horta)

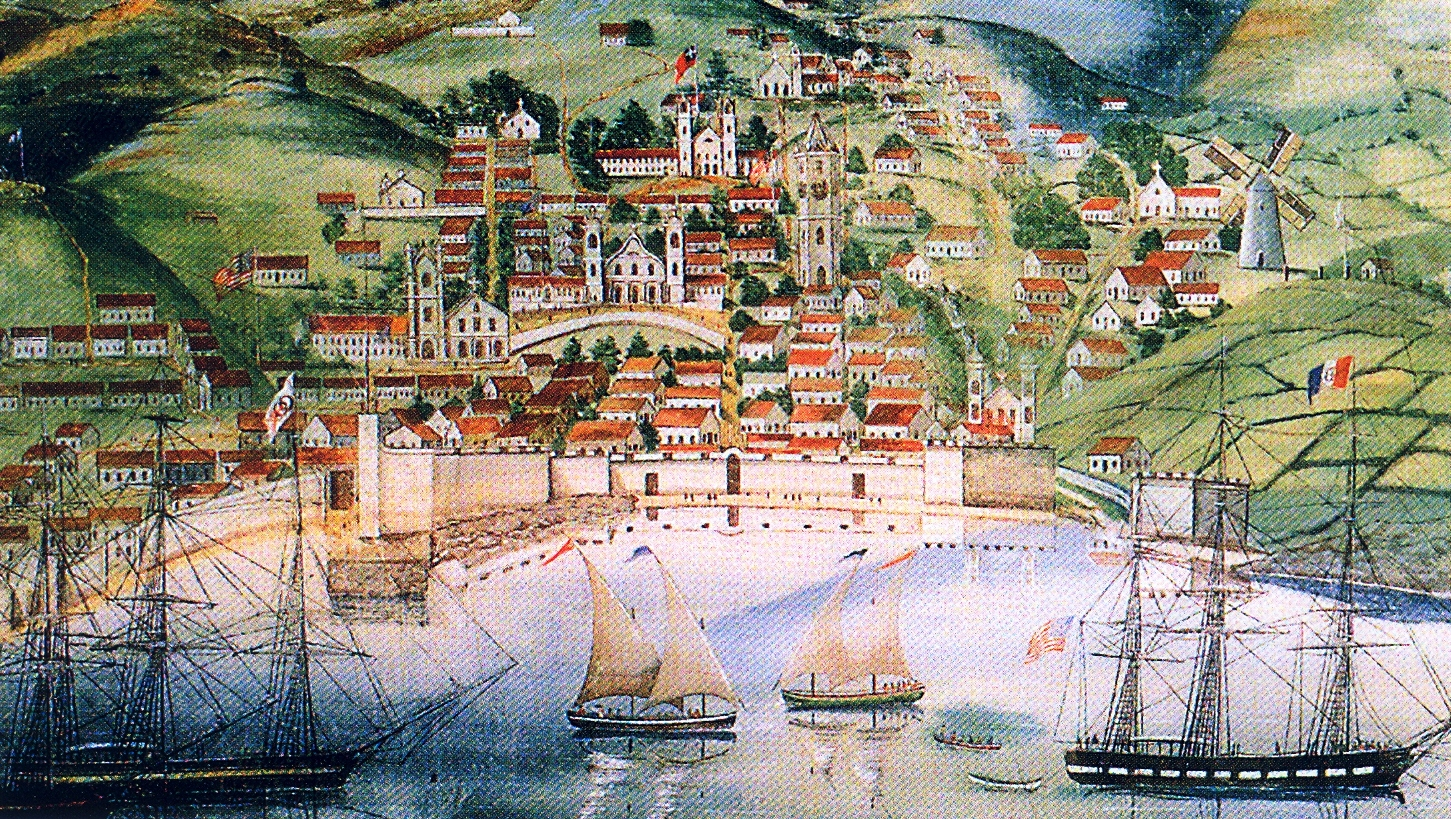
Vista da Horta (Russel & Purrington, c. 1848), mostrando as defesas da baía desde o Forte de S. Cruz ao Forte do Bom Jesus.

O Forte do Bom Jesus, também referido como Castelo do Bom Jesus, Castelo Novo e Forte Novo, localizava-se na freguesia da Matriz, cidade e concelho de Horta, na ilha do Faial, nos Açores.
Em posição dominante sobre este trecho do litoral, constituiu-se em uma fortificação destinada à defesa deste ancoradouro contra os ataques de piratas e corsários, outrora frequentes nesta região do oceano Atlântico.

## História
No contexto da Dinastia Filipina, o desembargador Manuel Correia Borba, quando esteve em correição na Horta em julho de 1621, considerou que esta baía estava muito aberta e sem nenhuma defesa fixa, pelo que, com o parecer dos oficiais da Câmara Municipal, "mandou se fizesse um baluarte de terra e canas" (faxina) no montículo de João Silveira, assim para daí se defender com algumas peças de artilharia. Esse foi o embrião do chamado forte da Alagoa.
Acredita-se que o Forte do Bom Jesus tenha sido principiado na mesma época.
No contexto da Guerra da Sucessão Espanhola (1702-1714) encontra-se referido como "O Fortim do Bom Jesus." na relação "Fortificações nos Açores existentes em 1710".
SOUSA (1995), em 1822, refere: "(...) A sua defesa marítima é (...) e o [forte] Novo [fortificado] de 12 [peças]; guarnecidos pelo 3º Batalhão de Linha dos Açores, e pelo Regimento de Milícia Nacional que toma o nome da cidade.".
Em 1858 o forte passou a abrigar a cadeia da Comarca. Em 1861 foi descrito como tendo alguma artilharia e a necessitar de reparos.[carece de fontes?]
A "Relação" do marechal de campo Barão de Bastos em 1862 localiza-o na freguesia da Conceição, informando: "Está algum tanto arruinado; já se procedeo ao orçamento respectivo para a sua reparação". E observa, com relação às estruturas da ilha:
"Devem ser conservados, por que defendem o porto da cidade da Horta, dando-lhe a conveniente importancia, mas seria util fazer-lhes as reparações de que carecem, e artilha-los convenientemente; pois quazi toda a artilharia e reparos se achão incapazes de serviço."
A estrutura não chegou até aos nossos dias.